# Place de Séoul
Place de Séoul (Soulské náměstí) je náměstí v Paříži. Nachází se ve 14. obvodu.

## Poloha
Náměstí tvoří vnitřní okrouhlé nádvoří uprostřed obytného komplexu Les Colonnes, jehož hlavní fasáda vede na Place de Catalogne. Náměstí tvoří pěší zóna s parkovou úpravou. Na náměstí vede vstup z Rue Vercingétorix.

## Historie
Náměstí vzniklo na konci 70. let v rámci výstavby v této oblasti. Při něm byl postaven komplex obytných budov nazvaný Les Colonnes (Sloupy), který obklopuje celé náměstí. Dne 3. září 1985 bylo pojmenováno podle Soulu, hlavního města Jižní Koreje.